# Perdita ensenadensis
Perdita ensenadensis är en biart som beskrevs av Timberlake 1960. Perdita ensenadensis ingår i släktet Perdita och familjen grävbin. Inga underarter finns listade i Catalogue of Life.